# Passat (voilier)
Pour les articles homonymes, voir Passat.
Le Passat est l’un des Flying P-Liners, des voiliers de la compagnie de transport maritime allemande F. Laeisz.

## Histoire
Ce quatre-mâts barque, lancé en 1911, a été utilisé pendant des décennies comme cargo jusqu'à bien après le début de l'âge des bateaux à vapeur. 
Dans les années 1950, le Passat et son sister-ship, le Pamir, sont devenus des navires écoles pour la marine marchande allemande. 
Quelques semaines après la perte du Pamir et peu de temps après avoir été lui-même frappé par une tempête, le Passat a été désarmé en 1957.
C'est maintenant un bateau musée amarré - comme d'autres bâtiments du Musée portuaire de Lübeck - dans le port de Travemünde (une municipalité de Lübeck en Allemagne).